# Profil architektoniczny

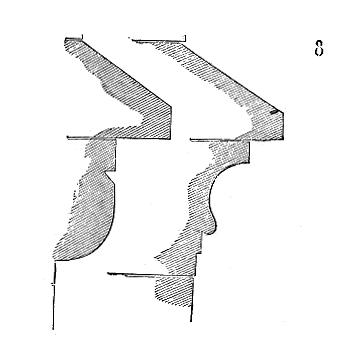
profile

Profil architektoniczny – forma dekoracji architektonicznej (np. belki, filaru, gzymsu, żebra) ukształtowana w sposób ozdobny. W innym znaczeniu również obrys przekroju elementu lub detalu architektonicznego.
Wyróżnia się profile:
- prostolinijny – płaski, szeroki pas (listwa, półka) wystający poza lico ściany, przejście z płaszczyzny pionowej do poziomej ma najczęściej zaokrągloną formę. Występuje np. w bazach, cokołach pozbawionych dodatkowych ozdób,
- krzywolinijny – może występować jako wypukły lub wklęsły, ma postać półkola, ćwierćwałka, czyli 1/4 koła np. wyokrąglona (faseta),
- krzywoliniowy złożony – wykreślony z co najmniej dwóch niejednakowych, płynnie połączonych łuków, np. sima.